# Ester Hoxha
Ester Hoxha, född 29 november 1992 i Italien, är en albansk sångerska. 
2009 debuterade Hoxha i Top Fest med låten "Kthehu ti në zemrën time" men hon tog sig inte till finalen. 2010 gjorde hon ett nytt försök i tävlingen med låten "Niki" producerad av Pirro Çako. Hon lyckades dock inte ta sig till finalen.
Samma år deltog Hoxha även i Kënga Magjike 12 med låten "Të urrej se të dua". I tävlingen deltog hon själv, men med på spåret finns även rapparen Noizy. I finalen av tävlingen slutade Hoxha på 28:e plats av 47 deltagare med 112 poäng. Året därpå deltog hon i Kënga Magjike 13 med låten "Mbetë i asaj". Med låten lyckades hon inte ta sig vidare till finalen.
Hoxha har även släppt ett antal singlar. 2010 släppte hon låtarna "Kush je ti?" samt "Stacioni dashurisë". I slutet av 2011 släppte hon en duett tillsammans med Stresi, "Si ja bën ti pa mua". 

## Diskografi

### Singlar
- 2009 – "Kthehu ti në zemrën time"
- 2010 – "Stacioni dashurisë"
- 2010 – "Niki"
- 2010 – "Kush je ti"
- 2010 – "Të urrej se të dua"
- 2011 – "Mbetë i asaj"
- 2011 – "Si ja bën ti pa mua"